# Otz Tollen
Otz Tollen (9 de abril de 1882 - 19 de julio de 1965) fue un actor, director y guionista cinematográfico de nacionalidad alemana.

## Biografía
Nacido en Berlín, Alemania, tras sus estudios secundarios acudió a la escuela dramática Hock'sche, debutando el 29 de septiembre de 1906 en el Stadttheater Konstanz con la obra El sueño de una noche de verano. Después actuó en San Galo y Basilea, llegando en 1911 a Núremberg, donde trabajó en el Intimes Theater.
En mayo de 1912 actuó por vez primera en el Kleinen Theater de su ciudad natal, y en el mismo año Joe May In der Tiefe des Schachtes. En la primavera de 1915 fue alistado para hacer el servicio militar, cumpliendo como soldado hasta el final de la Primera Guerra Mundial.
Posteriormente reanudó su carrera teatral y cinematográfica. Entre 1921 y 1925, y desde 1929 a 1935, se concentró casi exclusivamente en el teatro, trabajando en el Trianon-Theater, el Residenz-Theater, el Wallner-Theater, el Künstlertheater, el Teatro en Kurfürstendamm, y el Renaissance Theater de Berlín. 
Durante la época del cine mudo fue, además de actor, director y guionista, y también cofundador de dos compañías cinematográficas. Se inició con el cine sonoro en 1935, conformándose con papeles de reparto, habitualmente encarnando a militares o policías. A partir de 1945 trabajó para la Rundfunk im amerikanischen Sektor y la Norddeutscher Rundfunk. 
Otz Tollen falleció en Berlín en el año 1965. Fue enterrado en el Cementerio Alter St.-Matthäus-Kirchhof de Berlín.

## Filmografía
- 1912 : In der Tiefe des Schachts
- 1913 : Ein Ausgestoßener, 1. Teil
- 1914 : Weihnachtsglocken 1914
- 1915 : Kammermusik
- 1915 : Der ewige Friede. Ein Ausgestoßener, 2. Teil
- 1919 : Nach dem Gesetz
- 1920 : Der schwarze Graf (también director)
- 1920 : Die Schreckensnacht im Irrenhaus Ivoy (solamente director y guionista)
- 1920 : Der Schädel der Pharaonentochter (también director y guionista)
- 1925 : Die große Gelegenheit
- 1926 : Ich hatt' einen Kameraden
- 1926 : La escuadra hundida
- 1926 : Wenn Menschen irren (solamente director y guionista)
- 1927 : Ein Tag der Rosen im August…
- 1927 : Prinz Louis Ferdinand (solamente guionista)
- 1929 : Rache für Eddy (también director)
- 1935 : Familie Schimek
- 1935 : Verlieb Dich nicht am Bodensee
- 1936 : Ein Lied klagt an
- 1937 : Patrioten
- 1937 : Sieben Ohrfeigen
- 1937 : Togger
- 1937 : Unternehmen Michael
- 1937 : Gewitterflug zu Claudia
- 1938 : Dreizehn Mann und eine Kanone
- 1938 : Gastspiel im Paradies
- 1938 : Urlaub auf Ehrenwort
- 1938 : Geheimzeichen LB 17
- 1938 : Eine Nacht im Mai
- 1938 : Pour le Mérite
- 1939 : Dein Leben gehört mir
- 1939 : Der Gouverneur
- 1939 : Sensationsprozess Casilla
- 1939 : Drei Väter um Anna
- 1940 : El judío Süß
- 1940 : Die Rothschilds
- 1940 : Angelika
- 1940 : Wie konntest Du, Veronika!
- 1941 : Stukas
- 1941 : Spähtrupp Hallgarten
- 1942 : Der große König
- 1942 : Kleine Residenz
- 1942 : Der Fall Rainer
- 1943 : Besatzung Dora
- 1943 : Der unendliche Weg
- 1944 : Die Affäre Roedern
- 1944 : Der Verteidiger hat das Wort
- 1945 : Kolberg
- 1945 : Das kleine Hofkonzert
- 1948 : Berliner Ballade
- 1952 : Mein Herz darfst du nicht fragen
- 1955 : Roman einer Siebzehnjährigen
- 1955 : Oberwachtmeister Borck
- 1956 : Waldwinter
- 1956 : Stresemann
- 1958 : Liebe kann wie Gift sein
- 1960 : Die Botschafterin